# Catawba (Virginia Occidental)
Catawba es un área no incorporada ubicada dentro del Distrito  Palatine, una división civil menor del condado de Marion (Virginia Occidental), Estados Unidos. Está catalogada como un asentamiento humano por la Junta de Nombres Geográficos de los Estados Unidos.
El número de identificación (ID) asignado por el Servicio Geológico de Estados Unidos es 1554087.

## Geografía
Se encuentra a una altitud de 267 metros sobre el nivel del mar (876 pies) según el conjunto de datos de elevación nacional.